# Акатовское
Акатовское (Акатовское озеро, Свадицкое, Свадица) — ложбинное озеро ледникового происхождения в Демидовском районе Смоленской области России. Является крупнейшим озером естественного происхождения полностью располагающемся в пределах Смоленской области (Щучье озеро имеет превосходящую площадь, но находится большей частью в Тверской области). Располагается на территории Титовщинского сельского поселения в северной части биологического заказника «Смоленский». Акватория озера охраняется государством с 1981 года как региональный гидрологический памятник природы «Озеро Акатовское».
Озеро пересекает река Свадица, связывающая его с бассейном Каспли. С северной стороны в Акатовское впадает река Дивица, вытекающая из озера Диво. На востоке втекает река Тетка. У южного берега располагается небольшое озеро Карец ранее бывшее заливом Акатовского и ныне сообщающееся с ним через протоку. Северный, восточный и юго-восточный берега высокие, юго-западный низкий и заболоченный. Дно ровное.
Озеро имеет высокий рекреационный потенциал, в особенности его северо-восточное побережье.